# HD 40325
HD 40325 är en orange jätte i Kuskens stjärnbild..
Stjärnan har visuell magnitud +6,20 och är synlig för blotta ögat vid mycket god seeing.